# Мальцев, Игорь Михайлович (генерал-полковник)
Ма́льцев И́горь Миха́йлович (род. 6 августа 1935, Балашиха, Московская область) — советский военачальник, генерал-полковник авиации (3 ноября 1983), Начальник Главного штаба Войск ПВО СССР — первый заместитель главнокомандующего Войсками ПВО (с апреля 1984 года по сентябрь 1991 года).

## Биография
Родился в семье рабочего. Отец работал водителем автохозяйства Салтыковского зверосовхоза.  А мама, Ирина Прокопьевна, трудилась швеей на фабрике. 
Окончил среднюю школу и Балашихинский аэроклуб, в котором освоил учебный самолёт Як-18.
В Советской Армии с 1952 года. Окончил Батайское военное авиационное училище лётчиков-истребителей имени А. К. Серова в 1954 году. Как окончивший училище с отличием, был направлен в полк, вооруженный реактивными истребителями МиГ-15 — в 126-й истребительный авиационный полк ПВО Московского округа ПВО: лётчик, командир звена.

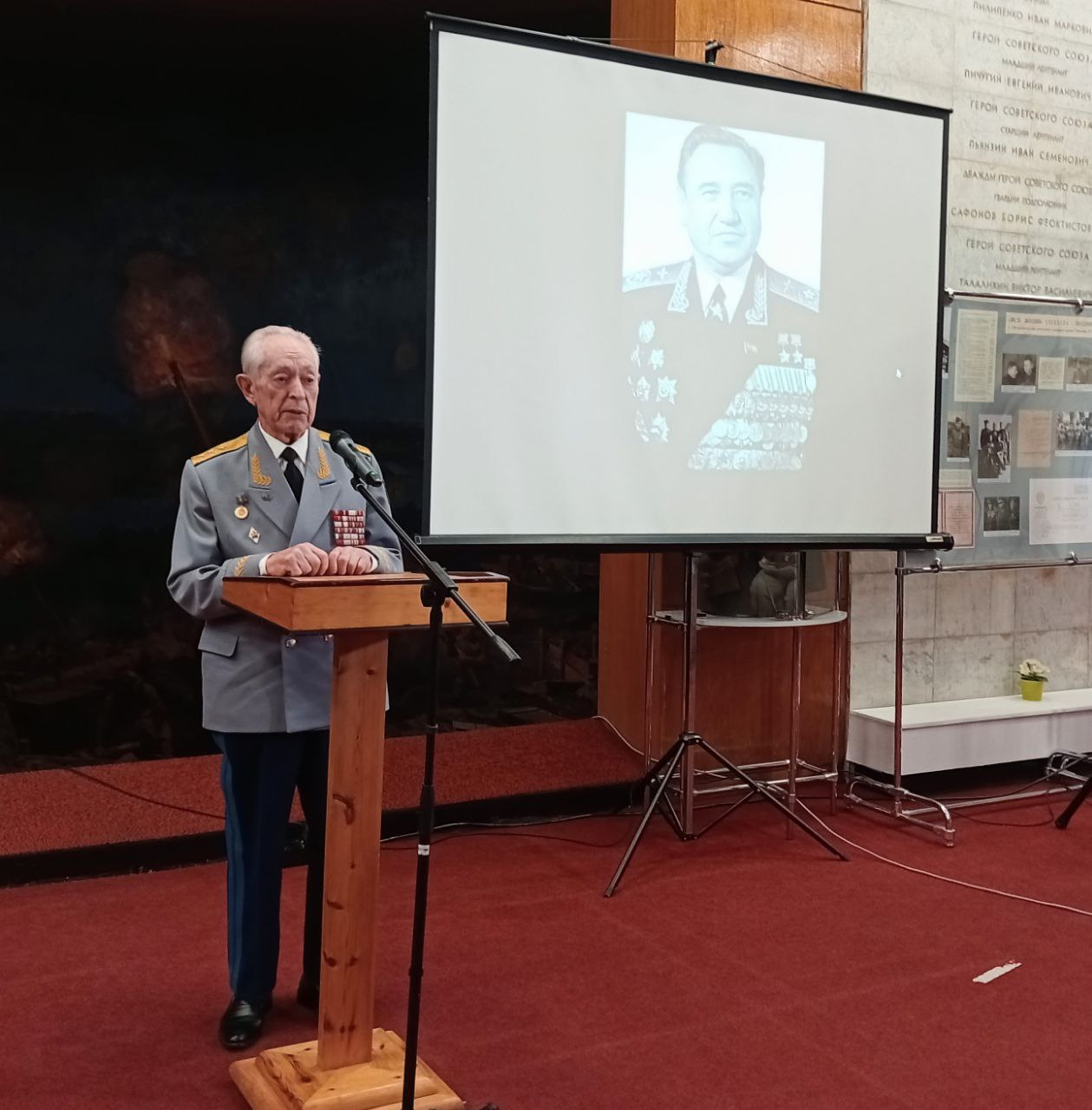
Генерал-полковник Игорь Михайлович Мальцев во время выступления в Музее войск ПВО в микрорайоне Заря городского округа Балашиха.

В 1964 году окончил Военно-воздушную академию имени Ю. А. Гагарина. Служил в 9-м гвардейском истребительном авиационном полку (Андижан, Узбекская ССР): командир эскадрильи, заместитель командира полка, командир полка. Полк под его командованием одним из первых в СССР освоил самолёты нового поколения Су-15. С 1970 по 1973 года — командир 17-й дивизии ПВО в городе Мары (Туркменская ССР). Дивизия успешно защищала территорию СССР от массированного проникновения высотных разведывательных воздушных шаров НАТО, запуски которых практиковались в то время.
Окончил Военную академию Генерального штаба Вооружённых сил СССР имени К. Е. Ворошилова в 1975 году. С 1975 — заместитель командующего 4-й отдельной армией ПВО (штаб — Свердловск), с июля 1976 года — командующий 11-й отдельной армией ПВО на Дальнем Востоке (штаб — Хабаровск). В 1978—1983 годах — первый заместитель начальника Главного штаба Войск ПВО страны. С 1981 года — первый заместитель начальника Главного штаба ПВО по ПВО стран Варшавского договора.
В апреле 1984 года генерал-полковник И. М. Мальцев стал начальником Главного штаба Войск ПВО — первым заместителем главнокомандующего Войсками ПВО. Сразу после событий ГКЧП в сентябре 1991 года освобождён от должности и переведён в распоряжение министра обороны СССР. С ноября 1991 года — в отставке.
Член КПСС. Депутат Верховного совета РСФСР (1990—1993) от родного Балашихинского одномандатного округа, входил в состав фракции «Отчизна». Депутат Верховного совета Эстонской ССР (1985—1989).
После увольнения в запас трудился заместителем генерального директора на предприятии авиационной радиопромышленности. В 1990-х годах в составе группы советников неоднократно работал в Ираке. Вёл активную экспертную работу в области противовоздушной обороны. Работает в ветеранской организации.
После роспуска Верховного совета в октябре 1993 года участвовал в создании общественной военной патриотической организации «Всероссийское офицерское собрание». В 1997 году участвовал в создании Движения в поддержку армии (ДПА), до 1998 года был начальником штаба движения, затем — заместитель председателя. На выборах в Государственную думу в 1999 году был начальником избирательного штаба движения и сам баллотировался в депутаты по его списку. Однако движение набрало всего 0,58 % голосов и не получило депутатских мандатов. После этого поражения отошёл от активной политической деятельности, хотя и сохранил пост заместителя председателя ДПА.
Живёт в Москве.

## Награды
- орден Октябрьской Революции
- орден Красной Звезды
- ордена «За службу Родине в Вооружённых Силах СССР» II и III степеней
- государственные и ведомственные медали
- премия Правительства Российской Федерации за значительный вклад в развитие Военно-воздушных сил (17 декабря 2012) — за организацию и руководство строительством и развитием Военно-воздушных сил на соответствующих командных должностях[1]

## Сочинения
- Мальцев И. М. Совершенствование системы управления Войсками противовоздушной обороны в годы Великой Отечественной войны. // Военно-исторический журнал. — 1986. — № 4. — С.22-31.